# 瓦曲乃乌乡
瓦曲乃乌乡，是中华人民共和国四川省凉山彝族自治州越西县曾经下辖的一个乡。2017年撤销，划归拉吉乡。

## 行政区划
瓦曲乃乌乡撤销前下辖以下地区：
虚拟竹洛村。